# Gran Premio motociclistico di Cecoslovacchia 1976
Il Gran Premio motociclistico di Cecoslovacchia fu il decimo appuntamento del motomondiale 1976.
Si svolse il 25 agosto 1976 a Brno alla presenza di 200.000 spettatori, e corsero le classi 250, 350, 500 e sidecar.
In 500, ancora assente Barry Sheene, andò in testa Teuvo Länsivuori: il finlandese fu primo fino all'ultimo giro, quando la benzina iniziò a mancare: ne approfittò John Newbold.
Battaglia a 8 in 350 dopo il ritiro di Dieter Braun (andato in testa con la Morbidelli): ad uscirne vincitore fu Walter Villa. L'alfiere della Harley-Davidson vinse anche la 250, aggiudicandosi anche il titolo iridato della categoria.
Nei sidecar Hermann Schmid vinse allo sprint, grazie alla rottura della catena del mezzo di Rolf Biland. Rolf Steinhausen, quarto, si riconfermò Campione del Mondo.

## Classe 500
38 piloti alla partenza, 17 al traguardo.

### Arrivati al traguardo
| Pos. | Pilota             | Moto   | Tempo      | Punti |
| ---- | ------------------ | ------ | ---------- | ----- |
| 1    | John Newbold       | Suzuki | 56' 56" 45 | 15    |
| 2    | Teuvo Länsivuori   | Suzuki | +11" 04    | 12    |
| 3    | Philippe Coulon    | Suzuki | +22" 68    | 10    |
| 4    | Karl Auer          | Yamaha | +1' 34" 20 | 8     |
| 5    | Max Wiener         | Yamaha | +1' 42" 86 | 6     |
| 6    | Olivier Chevallier | Yamaha | +1' 53" 11 | 5     |
| 7    | Bernd Tüngethal    | Yamaha | +2' 12" 90 | 4     |
| 8    | Boet van Dulmen    | Suzuki | +3' 12" 19 | 3     |
| 9    | Chas Mortimer      | Suzuki | +3' 30" 68 | 2     |
| 10   | Edmar Ferreira     | Yamaha | +3' 31" 30 | 1     |
| 11   | Bosse Granath      | Yamaha | +3' 52" 70 |       |
| 12   | Charlie Dobson     | Yamaha | +1 giro    |       |
| 13   | János Drapál       | Yamaha | +1 giro    |       |
| 14   | Giorgio Gatti      | Yamaha | +1 giro    |       |
| 15   | Michael Schmid     | Yamaha | +1 giro    |       |
| 16   | Walter Kaletsch    | Yamaha | +2 giri    |       |
| 17   | Lars Johansson     | Yamaha | +9 giri    |       |

### Ritirati
| Pilota              | Moto   | Motivo | Griglia |
| ------------------- | ------ | ------ | ------- |
| Alex George         | Suzuki |        |         |
| Marco Lucchinelli   | Suzuki |        |         |
| Pat Hennen          | Suzuki |        |         |
| Giacomo Agostini    | Suzuki |        |         |
| Christian Estrosi   | Suzuki |        |         |
| Bohumil Stasa       | CZ     |        |         |
| Virginio Ferrari    | Suzuki |        |         |
| Jean-Philippe Orban | Yamaha |        |         |
| Helmut Kassner      | Suzuki |        |         |
| Roberto Gallina     | Suzuki |        |         |
| Jack Findlay        | Suzuki |        |         |
| Roland Freymond     | Yamaha |        |         |
| Piers Forrester     | Yamaha |        |         |
| Tom Herron          | Yamaha |        |         |
| Bob Coulter         | Yamaha |        |         |
| Peter Balaz         | Yamaha |        |         |
| Francis Hollebecq   | Suzuki |        |         |
| Víctor Palomo       | Yamaha |        |         |
| Børge Nielsen       | Yamaha |        |         |
| Dieter Braun        | Suzuki |        |         |

## Classe 350
42 piloti alla partenza, 19 al traguardo.

### Arrivati al traguardo
| Pos. | Pilota             | Moto            | Tempo      | Punti |
| ---- | ------------------ | --------------- | ---------- | ----- |
| 1    | Walter Villa       | Harley-Davidson | 53' 59" 61 | 15    |
| 2    | Víctor Palomo      | Yamaha          | +3" 05     | 12    |
| 3    | Tom Herron         | Yamaha          | +4" 98     | 10    |
| 4    | Pentti Korhonen    | Yamaha          | +13" 66    | 8     |
| 5    | Chas Mortimer      | Maxton-Yamaha   | +16" 55    | 6     |
| 6    | John Dodds         | Yamaha          | +19" 46    | 5     |
| 7    | Gianfranco Bonera  | Harley-Davidson | +1' 25" 18 | 4     |
| 8    | Karl Auer          | Yamaha          | +1' 40" 28 | 3     |
| 9    | Franz Kunz         | Yamaha          | +1' 45" 31 | 2     |
| 10   | Christian Sarron   | Yamaha          | +1' 50" 82 | 1     |
| 11   | Takazumi Katayama  | Yamaha          | +1' 56" 46 |       |
| 12   | Alex George        | Yamaha          | +2' 27" 19 |       |
| 13   | Peter Baláž        | Yamaha          | +2' 27" 29 |       |
| 14   | Giovanni Proni     | Yamaha          | +2' 44" 46 |       |
| 15   | Leif Gustafsson    | Yamaha          | +3' 15" 50 |       |
| 16   | Max Wiener         | Yamaha          | +3' 43" 38 |       |
| 17   | János Reisz        | Yamaha          | +1 giro    |       |
| 18   | Jan Bartunek       | Jawa            | +1 giro    |       |
| 19   | Olivier Chevallier | Yamaha          | +2 giri    |       |

### Ritirati
| Pilota              | Moto       | Motivo | Griglia |
| ------------------- | ---------- | ------ | ------- |
| Dieter Braun        | Morbidelli |        |         |
| Johnny Cecotto      | Yamaha     |        |         |
| Marcel Ankoné       | Yamaha     |        |         |
| Boet van Dulmen     | Yamaha     |        |         |
| Pekka Nurmi         | Yamaha     |        |         |
| Mario Lega          | Yamaha     |        |         |
| Jack Findlay        | Yamaha     |        |         |
| Philippe Coulon     | Yamaha     |        |         |
| Giacomo Agostini    | MV-Augusta |        |         |
| Bruno Kneubühler    | Yamaha     |        |         |
| Jean-François Baldé | Yamaha     |        |         |
| Gérard Choukroun    | Yamaha     |        |         |
| Patrick Fernandez   | Yamaha     |        |         |
| Tapio Virtanen      | MZ         |        |         |
| Franco Uncini       | Yamaha     |        |         |

## Classe 250
41 piloti alla partenza, 30 al traguardo.

### Arrivati al traguardo
| Pos. | Pilota             | Moto            | Tempo      | Punti |
| ---- | ------------------ | --------------- | ---------- | ----- |
| 1    | Walter Villa       | Harley-Davidson | 50' 46" 12 | 15    |
| 2    | Gianfranco Bonera  | Harley-Davidson | +35" 63    | 12    |
| 3    | Takazumi Katayama  | Yamaha          | +50" 22    | 10    |
| 4    | Víctor Palomo      | Yamaha          | +53" 21    | 8     |
| 5    | Bruno Kneubühler   | Yamaha          | +54" 55    | 6     |
| 6    | Tom Herron         | Yamaha          | +1' 04" 26 | 5     |
| 7    | Dieter Braun       | Yamaha          | +1' 14" 38 | 4     |
| 8    | Pentti Korhonen    | Yamaha          | +1' 26" 67 | 3     |
| 9    | John Dodds         | Yamaha          | +1' 36" 84 | 2     |
| 10   | Harald Bartol      | Yamaha          | +1' 45" 35 | 1     |
| 11   | János Drapál       | Yamaha          | +1' 49" 91 |       |
| 12   | Patrick Fernandez  | Yamaha          | +1' 56" 64 |       |
| 13   | Olivier Chevallier | Yamaha          | +1' 56" 94 |       |
| 14   | Christian Sarron   | Yamaha          | +2' 07" 27 |       |
| 15   | Bernd Tüngethal    | Yamaha          | +2' 51" 50 |       |
| 16   | Mario Lega         | Yamaha          | +2' 51" 91 |       |
| 17   | Leif Gustafsson    | Yamaha          | +3' 20" 82 |       |
| 18   | Pentti Salonen     | Yamaha          | +3' 26" 14 |       |
| 19   | Rudolf Weiss       | Yamaha          | +3' 26" 66 |       |
| 20   | Bosse Granath      | Yamaha          | +3' 27" 26 |       |
| 21   | Peter Baláž        | Jawa            | +3' 53" 43 |       |
| 22   | Ken Nemoto         | Yamaha          | +4' 16" 67 |       |
| 23   | Hans Stadelmann    | Yamaha          | +1 giro    |       |
| 24   | Alan Engel         | Kawasaki        | +1 giro    |       |
| 25   | Oldrich Kaba       | Jawa            | +1 giro    |       |
| 26   | Vladimir Jarolin   | Jawa            | +1 giro    |       |
| 27   | Jan Bartunek       | Jawa            | +1 giro    |       |
| 28   | János Reisz        | Yamaha          | +1 giro    |       |
| 29   | Andrzej Szymanski  | Yamaha          | +1 giro    |       |
| 30   | Zbygniew Chomno    | Yamaha          | +2 giri    |       |

### Ritirati
| Pilota              | Moto   | Motivo | Griglia |
| ------------------- | ------ | ------ | ------- |
| Franz Kunz          | Yamaha |        |         |
| Jean-François Baldé | Yamaha |        |         |
| Gérard Choukroun    | Yamaha |        |         |
| Chas Mortimer       | Yamaha |        |         |
| Tapio Virtanen      | MZ     |        |         |
| Giovanni Proni      | Yamaha |        |         |
| Franco Uncini       | Yamaha |        |         |

## Classe sidecar
31 equipaggi alla partenza, 16 al traguardo.

### Arrivati al traguardo
| Pos | Pilota            | Passeggero                | Moto          | Tempo      | Punti |
| --- | ----------------- | ------------------------- | ------------- | ---------- | ----- |
| 1   | Hermann Schmid    | Martial Jean-Petit-Matile | Schmid-Yamaha | 49' 14" 73 | 15    |
| 2   | Werner Schwärzel  | Andreas Huber             | König         | +0" 54     | 12    |
| 3   | Rolf Biland       | Williams                  | Seymaz-Yamaha | +2" 90     | 10    |
| 4   | Rolf Steinhausen  | Josef Huber               | Busch-König   | +3" 76     | 8     |
| 5   | George O'Dell     | Kenny Arthur              | Windle-Yamaha | +46" 61    | 6     |
| 6   | Martin Kooij      | Rob Vader                 | Kova-König    | +48" 71    | 5     |
| 7   | Dick Greasley     | Cliff Holland             | Windle-Yamaha | +1' 19" 85 | 4     |
| 8   | Walter Ohrmann    | Bernd Grube               | Yamaha        | +1' 24" 68 | 3     |
| 9   | Alain Michel      | Bernard Garcia            | GEP-Yamaha    | +1' 34" 49 | 2     |
| 10  | Amedeo Zini       | Andrea Fornaro            | König         | +2' 49" 34 | 1     |
| 11  | Rudi Kurth        | Dane Rowe                 | CAT-Yamaha    | +1 giro    |       |
| 12  | Egon Schons       | Karl Lauterback           | König         | +1 giro    |       |
| 13  | Georg Neumann     | Gerhard Lehmann           | König         | +2 giri    |       |
| 14  | Gerhard Müller    | Gerd Hoffmann             | König         | +2 giri    |       |
| 15  | Siegfried Schauzu | Wolfgang Kalauch          | Schmid-Fath   | +2 giri    |       |
| 16  | Bruno Holzer      | Karl Meierhans            | LCR-Yamaha    | +10 giri   |       |